# Ризька марка
Ризька марка (латис. Rīgas Marck) — грошова одиниця міста Риги, яка карбувалася недовгий період Ризьким архієпископством, Лівонським орденом та Вільним містом Рига в середині XVI століття. Перша марка почала карбуватися в 1537 році. Еталоном для виготовлення монет слугувала ризька срібна марка вагою 207.82 грама.

## Ризьке архієпископство

Рига, 1 марка, 1537 року, Ризький архієпископ Томас Шонінґ (1527―1539)

У 1201—1202 роках єпископ Альберт фон Буксгевден переніс свою резиденцію з міста Ікшкіле на нові землі на річці Рідзене (інші назви річки: Рігавас (лат. Rīgavas), Рідзиня), заснувавши таким чином нове місто та Ризьке єпископство. 1211 року єпископом був підписаний документ на дозвіл карбування монет. У документі наголошується на те, що всі монети мають карбуватися з подібною пробою та вагою до ґотландських монет, але дозволявся місцевий дизайн. 4½ ризьких марок мали дорівнювати 1 ґотландській ваговій марці. За еталоном на виготовлення монет мала слугувати ризька марка вагою 207.82 грама. 1255 року Ризьке єпископство отримало статус архієпископства. У цьому ж році Рига приєднується до Ганзи для захисту торгових інтересів. Ґотландська грошова система стала основною. З 1430 року готландську розрахункову систему витіснила любецька. Монети карбувалися в містах Таллінн, Тарту та за межами Лівонії. У 1422―1426 роках архієпископ Йоганн VI Амбунді (1418—1424) вводить грошову реформу в Лівонії, згідно з якою 1 новий артіг = 12 дореформеним любецьким шилінгам = 1 ваговому шилінгу. З 1426 року артіг карбувати припиняють, замінивши його шилінгом. Грошова система архієпископа Йогана проіснувала до розпаду Лівонської конфедерації. Під час шилінгової реформи карбувалися й більш дрібні номінали — сістлінги. 18 січня 1426 року, згідно з документами того часу, сістлінги змінилися на шерфи (брактери). 8 шерфів = 1 шилінгу. Основне співвідношення поміж різними конфесіями розподілилося таким чином: 1 фердінг = 9 шилінгам = 27 пфенігам; 1 Талер = 4½ маркам = 18 фердінгам. Перша срібна марка, 930-ї проби, карбується в 1537 році Ризьким архієпископом Томасом Шонінґом (1527—1539), вагою 8,31 грама та діаметром 32,0 міліметри. Остання монета номіналом в ½ марки, що мала прямий стосунок до Ризького архієпископства, карбувалася Вільгельмом Бранденбурзьким в 1547 році.

## Лівонський орден

Рига (Лівонський орден), ½ марки, 1556 року, ландмейстер Тевтонського ордену в Лівонії Генріх фон Гален (1551—1557)

Рига (Лівонський орден), ½ марки, 1557 року, ландмейстер Тевтонського ордену в Лівонії Вільгельм Фюрстенберг (червень 1557 — вересень 1559)

У 1452 році в місті Саласпілс була укладена угода поміж Ризьким архієпископством і Лівонським орденом. Згідно з угодою архієпископство отримало привілей на спільне карбування монет. З 1515 року, коли запаси срібла значно збільшилися, почалося карбування більш номінальних монет із більшою вагою срібла, таких як фердінги (фартінги). Для виробництва монет і далі слугувала за еталон Ризька вагова марка. Співвідношення між різними конфесіями розподілялося таким чином: 1 ризька марка = 36 шилінгів = 48 ере = 144 артігам = 432 любекським пфенігам; 1 шилінг = 4 артігам = 12 любекських пфенігів; 1 артіг = 3 любекським пфенігам = 6 сістлінгам.

## Вільне місто Рига

½ марки, 1565 року. Вільне місто Рига

У 1561 році під час Лівонської війни розпадається Лівонська конфедерація. 28 листопада поміж магістром Лівонського ордену Готтгардом Кеттлером та польським королем Сигізмундом II у місті Вільно була підписана Віленська угода, в якій наголошувалося про перехід Лівонії до складу Речі Посполитої та про створення Литовських протекторатів — Лівонського герцогства та герцогства Курляндії та Семигалії. Рига отримала статус Вільного міста від імператора Священної Римської імперії Максиміліана II. 1572 року польський король забороняє Ризі карбувати монети, знаючи про їхнє вороже ставлення до польської влади. З 1575 року Рига продовжує карбувати монети таємно. Але в 1581 році Рига змушена була доєднатися до складу Лівонського герцогства під управлінням Речі Посполитої. 1629 року Швеція отримала Ригу від Речі Посполитої, яка ввійшла до складу Шведської Лівонії.
Від самого початку вільного статусу Рига ігнорує польську грошову систему і використовує старий монетний стандарт Лівонської конфедерації. Монети карбувалися в замку Долес, номіналами в 1 пфеніг (1571 рік, срібло, вага 0.26 г, діаметр 12.0 мм), 1 шилінг (Період карбування: 1563—1580 роки. Срібло, вага 0.90-1.00 г, діаметр 18.0-18.3 мм), 2 шилінги (1564 рік, срібло), 1 фердинг (латинська назва фартинга = ¼ марці) (Період карбування: 1564—1569 та 1579 роки. Срібло (437,5), вага 2.70-2.85 г, діаметр 22.0-23.2 мм), ½ марки (Роки карбування: 1565, 1566, 1568, 1572, 1573. Срібло (437,5), вага 5.48-5.70 г, діаметр 24.0 мм), 1 марка (1572 рік, срібло (437,5), вага 9.86 г, діаметр 33.0 мм), ½ талери (Роки карбування: 1565, 1567. Срібло), 1 талер (Роки карбування: 1565, 1572, 1573, 1574, 1576. Срібло, вага 27.25 г, діаметр 40.0 мм), 3 дукати (1572 рік, срібло (986), вага 10.66 г, діаметр 30.0 мм).

Герб Вільного міста Рига

Стандартний опис монет: На аверсі великий герб Риги: 2 кам'яні вежі з залізною брамою в центрі, внизу голова лева. З обох боків зображалися леви, які стояли на задніх лапах. Угорі 2 перехрещені ключі з невеликим хрестом посередині. Легенда: Місто Рига (лат. CIVITATIS RIGENSIS). На реверсі в картуші малий герб Риги: 2 перехрещені ключі з хрестом посередині. Легенда: Нова срібна монета (лат. MONETA NOVA ARGENTEA).